# 25 kwietnia
25 kwietnia jest 115. (w latach przestępnych 116.) dniem w kalendarzu gregoriańskim. Do końca roku pozostaje 250 dni.

## Święta
- Imieniny obchodzą: Anian, Ewodia, Ewodiusz, Filon, Filona, Franciszka, Hermogenes, Jarosław, Kaliksta, Kalista, Marek, Markusław, Piotr, Radociech, Rustyk, Rustyka, Stefan i Włodzimira.
- Australia, Nowa Zelandia – ANZAC Day
- Egipt – Święto Wyzwolenia Synaju
- Korea Północna:
  - Święto Utworzenia Armii Ludowej
  - Rozpoczyna się Tydzień Wolności Korei Północnej[1]
- Międzynarodowe:
  - Dzień Świadomości Alienacji Rodzicielskiej
  - Międzynarodowy Dzień Świadomości Zagrożenia Hałasem
  - Światowy Dzień Malarii
  - Międzynarodowy Dzień DNA
  - Światowy Dzień Pingwina[2]
- Polska – Dzień Sekretarki (w ramach Międzynarodowego Dnia Sekretarki)
- Portugalia – Święto Państwowe (rocznica rewolucji goździków)
- Suazi, Wyspy Owcze – Święto Flagi
- Włochy – Święto Państwowe Wyzwolenia Włoch od faszyzmu
- Wspomnienia i święta w Kościele katolickim[3][4] obchodzą:
  - św. Anian z Aleksandrii (biskup)
  - św. Ermin z Lobbes
  - św. Jan Chrzciciel Piamarta (kapłan)
  - bł. Leonard Pérez Lários (męczennik)
  - św. Marek Ewangelista
  - św. Piotr od św. Józefa de Betancur (tercjarz franciszkański)

## Wydarzenia w Polsce
- 1333 – W katedrze wawelskiej odbyła się koronacja Kazimierza III Wielkiego i jego żony Aldony Anny Giedyminówny na króla i królową Polski.
- 1425 – W Brześciu Kujawskim król Władysław II Jagiełło nadał przywilej generalny dla szlachty (nie wszedł w życie).
- 1604 – Odbyła się konsekracja późniejszej archikatedry św. Jana Chrzciciela i św. Jana Ewangelisty w Lublinie.
- 1685 – Józef Bogusław Słuszka został hetmanem polnym litewskim.
- 1794 – Insurekcja kościuszkowska: w opanowanym przez powstańców Wilnie został skazany na śmierć za zdradę i powieszony przed ratuszem hetman wielki litewski Szymon Marcin Kossakowski.
- 1809 – Wojna polsko-austriacka: zwycięstwo wojsk polskich w bitwie pod Radzyminem.
- 1818 – W Krośnie spłonął ratusz wraz z mieszczącą się w nim szkołą.
- 1831 – Powstanie listopadowe: bój spotkaniowy straży przednich armii polskiej i rosyjskiej pod Kuflewem.
- 1840 – Trzęsienie ziemi o sile około 5 stopni w skali Richtera nawiedziło okolice Pienin.
- 1920:
  - Wojna polsko-bolszewicka: rozpoczęła się wyprawa kijowska.
  - Rozegrano pierwszy mecz w historii mistrzostw Polski w piłce nożnej (faza eliminacyjna Klasy A okręgu krakowskiego MP 1920), w którym Cracovia pokonała na własnym stadionie Jutrzenkę Kraków 8:0[5].
- 1925 – Ustanowiono Medal 3 Maja.
- 1927 – Oblatano prototyp samolotu PWS-1.
- 1943 – II wojna światowa:
  - Gestapowiec Wilhelm Schuhmacher rozstrzelał na cmentarzu w Nowym Żmigrodzie na Podkarpaciu 16 kalekich Łemków, Romów i Żydów.
  - Po ujawnieniu zbrodni katyńskiej zostały zerwane polsko-radzieckie stosunki dyplomatyczne.
- 1946 – Uruchomiono pierwsze połączenie promowe między Gdynią a szwedzkim Trelleborgiem.
- 1947 – Założono Robotniczą Spółdzielnię Wydawniczą „Prasa”.
- 1967 – Premiera komedii muzycznej Kochajmy syrenki w reżyserii Jana Rutkiewicza.
- 1981 – W klubie studenckim „Od Nowa” w Toruniu odbył się pierwszy koncert grupy Republika.
- 1988:
  - Początek kilkumiesięcznej fali strajków, które przyczyniły się do podjęcia próby porozumienia między władzą a opozycją w ramach obrad Okrągłego Stołu.
  - Premiera filmu Cyrk odjeżdża w reżyserii Krzysztofa Wierzbiańskiego.
- 1998 – Wszedł w życie Konkordat między Polską a Stolicą Apostolską.
- 2005 – Otwarto Muzeum Miejskie w Tychach.

## Wydarzenia na świecie

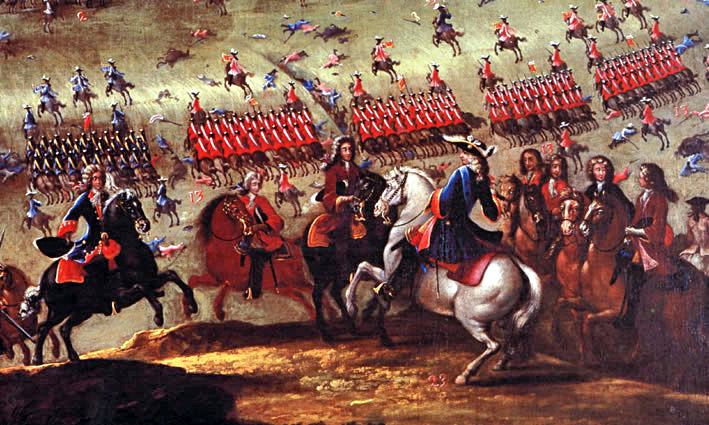
Bitwa pod Almansą (1708) na obrazie Ricardo Balaci

- 404 p.n.e. – Kapitulacją Aten przed Spartanami zakończyła się wojna peloponeska.
- 775 – Klęska wojsk ormiańskich w bitwie pod Bagrevand z Abbasydami.
- 799 – W wyniku spisku stronnictwa szlachty rzymskiej papież Leon III został napadnięty i zraniony podczas procesji, a następnie pozbawiony urzędu i uwięziony w klasztorze.
- 1058 – Malcolm III został koronowany na króla Szkocji.
- 1077 – Władysław I Święty został królem Węgier.
- 1142 – Zwycięstwo wojsk morawskich księcia znojemskiego Konrada II nad wojskami księcia Czech Władysława II w bitwie pod Vysoką.
- 1185 – W cieśninie Shimonoseki (Japonia) doszło do bitwy morskiej zwanej Dan-no-ura, która zakończyła wojnę Gempei.
- 1196 – Piotr II Katolicki został królem Aragonii.
- 1295 – Ferdynand IV Pozwany został królem Kastylii i Leónu.
- 1459 – W Chebie został zawarty traktat między Królestwem Czech a Saksonią, w którym wytyczono wspólną granicę, jedną z najstarszych do dzisiaj istniejących w Europie.
- 1464 – Wojna Dwóch Róż: zwycięstwo Yorków nad Lancasterami w bitwie pod Hedgeley Moor.
- 1507 – Niemiecki kosmograf Martin Waldseemüller na swej mapie Universalis Cosmographia po raz pierwszy użył nazwy Ameryka.
- 1541 – Hiszpanie założyli miasto Arica w Peru (obecnie należące do Chile).
- 1607 – Wojna osiemdziesięcioletnia: zwycięstwo floty niderlandzkiej nad hiszpańską w bitwie pod Gibraltarem.
- 1626 – Wojna trzydziestoletnia: w bitwie pod Dessau armia cesarska pokonała wojska protestanckie hrabiego Mansfelda.
- 1633 – Sławuta na Ukrainie uzyskała prawa miejskie.
- 1644 – Powstańcy chłopscy pod wodzą Li Zichenga zdobyli Pekin, obalając ostatniego cesarza z dynastii Ming Chongzhena, który uciekł z pałacu do parku Jingshan, gdzie się powiesił.
- 1707 – Wojna o sukcesję hiszpańską: w bitwie pod Almansą siły francusko-hiszpańskie rozbiły armię portugalsko-angielsko-holenderską.
- 1719 – Ukazała się powieść Przypadki Robinsona Crusoe Daniela Defoe.
- 1792 – Rewolucja francuska:
  - Claude Joseph Rouget de Lisle napisał słowa i muzykę Marsylianki.
  - Wykonano pierwszy wyrok śmierci przy użyciu gilotyny.
- 1793 – Papież Pius VI erygował diecezję Nowego Orleanu.
- 1796:
  - Francuzi utworzyli państewko włoskie Republikę Alby, włączoną w 1801 roku do Francji.
  - Hiszpania ratyfikowała traktat Pinckneya o wzajemnej przyjaźni i ustalający granicę między hiszpańską Florydą a amerykańską Georgią.
- 1826 – We Francji ukazała się powieść historyczna Cinq-Mars Alfreda de Vigny.
- 1829 – Kapitan Charles Fremantle na fregacie HMS „Challenger” wpłynął na Rzekę Łabędzią w dzisiejszej Australii Zachodniej, zakotwiczył u wybrzeży Garden Island, po czym 2 maja tego roku proklamował powstanie Kolonii Rzeki Łabędziej, wchodzącej w skład Imperium brytyjskiego.
- 1839:
  - I wojna brytyjsko-afgańska: brytyjski korpus ekspedycyjny zajął bez walki Kandahar.
  - Paweł Edmund Strzelecki przybył do Australii.
- 1846 – Pierwsze starcie w wojnie amerykańsko-meksykańskiej.
- 1848:
  - Irlandzki astronom Andrew Graham odkrył planetoidę (9) Metis.
  - Ogłoszono konstytucję Cesarstwa Austriackiego.
- 1859 – Francuski dyplomata i przedsiębiorca Ferdinand de Lesseps wbił w Port Saidzie łopatę w piasek, inaugurując symbolicznie budowę Kanału Sueskiego.
- 1865 – Prezydent Peru Juan Antonio Pezet został odsunięty na 2 miesiące od władzy w wyniku rebelii pod wodzą płka Mariano Ignacio Prado.
- 1882 – Kampania francuska w Tonkinie: wojska francuskie zdobyły Hanoi w północnym Wietnamie.
- 1885 – Wszedł do służby brytyjski transatlantyk „Etruria”.
- 1898 – USA wypowiedziały wojnę Hiszpanii.
- 1900 – Wyprawa polarna pod dowództwem włoskiego księcia Ludwika Amadeusza Sabaudzkiego zbliżyła się na rekordową odległość do bieguna północnego, osiągając 86°34′ szer. geogr. północnej.
- 1901:
  - 26 osób zginęło, a ok. 200 zostało rannych w wyniku ekspozji w zakładach chemicznych w Griesheim koło Frankfurtu nad Menem.
  - Zwodowano francuski okręt podwodny „Algérien”.
- 1906:
  - Amerykański astronom Joel Hastings Metcalf odkrył planetoidę (599) Luisa.
  - Uruchomiono komunikację tramwajową w rumuńskim mieście Oradea.
- 1904 – W Londynie założono Królewską Akademię Sztuki Dramatycznej (RADA).
- 1913 – San Marino w Kalifornii uzyskało prawa miejskie.
- 1915 – I wojna światowa: desant brytyjski wraz z oddziałami Australian and New Zealand Army Corps (ANZAC) wylądował na tureckim półwyspie Gallipoli.
- 1917 – Afonso Costa został po raz trzeci premierem Portugalii.
- 1918:
  - Armia Czerwona zlikwidowała Krymską Republikę Ludową.
  - Papież Benedykt XV mianował Achille Rattiego (późniejszego papieża Piusa XI) wizytatorem apostolskim na Polskę.
- 1920 – Rada Państw Ententy przyznała Francji mandat Syrii i Libanu, a Wielkiej Brytanii mandat iracki oraz palestyński wraz z Jordanią.
- 1926:
  - Reza Szah Pahlawi został koronowany na szacha Iranu.
  - W mediolańskiej La Scali odbyła się prapremiera nieukończonej opery Turandot Giacomo Pucciniego, dokończonej po jego śmierci przez Franka Alfano.
- 1929 – Wszedł do służby japoński ciężki krążownik „Haguro”.
- 1936 – Jan Břetislav Procházka i Jindřich Kubias wyruszyli z Pragi samochodem osobowym Škoda Rapid w zakończoną po 97 dniach sukcesem podróż dookoła świata.
- 1940 – Kampania norweska: zwycięstwem wojsk niemieckich nad norweskimi zakończyła się trzydniowa bitwa pod Gratangen.
- 1941 – Kampania bałkańska: zwycięstwo wojsk niemieckich nad australijsko-nowozelandzkimi w bitwie pod Termopilami.
- 1945:
  - Włoscy partyzanci wyzwolili Genuę, Mediolan i Turyn, co zakończyło niemiecką okupację Włoch.
  - Wojska fińskie wyparły ostatnie jednostki niemieckie z terenu kraju; koniec wojny lapońskiej.
  - W Torgau nad Łabą doszło do pierwszego spotkania wojsk radzieckich i amerykańskich.
  - Zwołano pierwszą konferencję ONZ w San Francisco w której udział wzięło 50 państw-założycieli.
- 1946 – Odbyła się konsekracja białoruskiej cerkwi w niemieckiej Ratyzbonie.
- 1949 – Uruchomiono komunikację tramwajową w rosyjskim Tomsku.
- 1950 – Republika Południowych Moluków w Indonezji ogłosiła niepodległość.
- 1952 – W wyniku połączenia trzech dotychczasowych krajów związkowych: Badenii, Wirtembergii-Badenii i Wirtembergii-Hohenzollern powstała Badenia-Wirtembergia.
- 1953 – W czasopiśmie „Nature” opublikowano pracę Jamesa Deweya Watsona i Francisa Cricka opisującą model budowy przestrzennej podwójnej helisy DNA.
- 1960 – Amerykański atomowy okręt podwodny USS „Triton“ zakończył podwodną podróż dookoła świata trasą pokonaną w latach 1519–1522 przez Ferdynanda Magellana.
- 1961:
  - Amerykanin Robert Noyce uzyskał patent na układ scalony.
  - Théo Lefèvre został premierem Belgii.
- 1963 – W Libii zniesiono ustrój federalny i zmieniono nazwę kraju na Królestwo Libii.
- 1965 – 16-letni Michael Andrew Clark ostrzelał ze wzgórza samochody jadące autostradą 101 na południe od Orcutt w Kalifornii, zabijając 3 i raniąc 10 osób. Po przyjeździe policji popełnił samobójstwo.
- 1966 – W Asse w Belgii 43-letni pijany kierowca furgonetki stracił panowanie nad pojazdem i wjechał na chodnik przed szkołą zabijając 10 uczniów w wieku 7-8 lat i raniąc 4 kolejnych oraz ich nauczycielkę.
- 1967 – 27 osób zginęło w wyniku upadku autobusu z Mostu Patona na Dnieprze w Kijowie.
- 1968 – Prezydent Algierii Huari Bumedien został lekko zraniony odłamkami szkła, a jego ochroniarz zginął, gdy dwaj zamachowcy ostrzelali z broni maszynowej jego limuzynę. Po pościgu obaj zostali zastrzeleni przez policję.
- 1969 – Wszedł w życie Traktat o zakazie broni jądrowej w Ameryce Łacińskiej i na Karaibach.
- 1971 – Dzierżawiony od 1914 roku przez USA archipelag Corn Islands powrócił pod administrację Nikaragui.
- 1973:
  - Amin al-Hafiz został premierem Libanu.
  - Otwarto Bulwar Peryferyjny Paryża.
- 1974:
  - Leo Tindemans został premierem Belgii.
  - Na Wybrzeżu Kości Słoniowej utworzono Park Narodowy Îles Ehotilés.
  - W Portugalii doszło do wojskowego zamachu stanu („rewolucji goździków“), w wyniku którego został obalony dyktator premier Marcelo Caetano – następca Antónia Salazara. W konsekwencji doszło do przywrócenia swobód obywatelskich i politycznych oraz dekolonizacji portugalskich posiadłości w Afryce i Azji.
- 1975 – Partia Socjalistyczna wygrała wybory do Zgromadzenia Narodowego w Portugalii.
- 1979 – W macedońskiej Bitoli został założony Uniwersytet Świętego Klemensa z Ochrydy.
- 1980:
  - 146 osób (138 pasażerów i 8 członków załogi) zginęło w katastrofie lecącego Manchesteru Boeinga 727 brytyjskich linii Dan-Air, do której doszło podczas podchodzenia do lądowania na Teneryfie w archipelagu Wysp Kanaryjskich.
  - Z powodu burzy piaskowej klęską zakończyła się operacja żołnierzy jednostki specjalnej Delta Force, której celem było odbicie zakładników z amerykańskiej ambasady w Teheranie (24-25 kwietnia).
- 1981 – 45 robotników zostało napromieniowanych podczas remontu w japońskiej elektrowni atomowej w mieście Tsuruga.
- 1982:
  - Na mocy postanowień izraelsko-egipskiego traktatu pokojowego Izrael wycofał się z półwyspu Synaj.
  - Wojna o Falklandy: brytyjskie oddziały dokonały desantu i odbiły Georgię Południową.
- 1983 – Uruchomiono metro we francuskim Lille.
- 1986 – Mswati III został koronowany na króla Eswatini.
- 1990 – Violeta Chamorro jako pierwsza kobieta objęła urząd prezydenta Nikaragui.
- 1992 – Otwarto Muzeum Czarnobylskie w Kijowie.
- 1993 – Odbyła się 58. podróż apostolska Jana Pawła II do Albanii.
- 2000 – We Włoszech utworzono drugi rząd Giuliana Amato.
- 2004 – Heinz Fischer wygrał w I turze wybory prezydenckie w Austrii.
- 2005:
  - 107 osób zginęło, a 555 zostało rannych w katastrofie pociągu pasażerskiego w japońskim mieście Amagasaki.
  - Bułgaria i Rumunia podpisały traktaty akcesyjne z Unią Europejską.
  - Jiří Paroubek został premierem Czech.
  - Ostatni z trzech fragmentów Obelisku z Aksum, zrabowanego przez Włochów w 1937 roku został zwrócony Etiopii.
- 2006 – W dokonanym przez samobójczynię zamachu bombowym w kwaterze głównej armii Sri Lanki zginęło 9 osób, a ciężko ranny został m.in. dowódca armii gen. Sarath Fonseca.
- 2007 – W Moskwie odbył się pogrzeb byłego prezydenta Rosji Borysa Jelcyna.
- 2008:
  - Co najmniej 26 osób zginęło w zamachu bombowym na autobus w Kolombo na Sri Lance.
  - W czasopiśmie „Science” ukazały się wyniki badań klasyfikujących tyranozaury na drzewie filogenetycznym bliżej ptaków niż gadów.
- 2009 – Socjaldemokraci i Zieloni wygrali przedterminowe wybory parlamentarne na Islandii.
- 2010 – Ubiegający się o reelekcję prezydent Austrii Heinz Fischer został wybrany w I turze na II kadencję.
- 2011 – Prezydent Pál Schmitt podpisał nową konstytucję Węgier.
- 2012 – Na granicy między Armenią i Azerbejdżanem doszło do wymiany ognia w której zginęło 3 żołnierzy ormiańskich.
- 2013 – Iurie Leancă został premierem Mołdawii.
- 2015 – W trzęsieniu ziemi w Nepalu zginęły 8964 osoby, a co najmniej 23 447 zostało rannych.
- 2021 – Odbyła się 93. ceremonia wręczenia Oscarów.
- 2022 – Elon Musk kupił za 44 miliardy dolarów serwis społecznościowy Twitter.

## Eksploracja kosmosu
- 1971 – Zakończyła się załogowa misja kosmiczna Sojuz 10.
- 1981 – Został wystrzelony radziecki bezzałogowy statek kosmiczny typu TKS Kosmos 1267, będący częścią testów modułów wyposażonych w materiały naukowe.
- 1983 – Amerykańska sonda kosmiczna Pioneer 10 minęła orbitę Plutona.
- 2002 – Południowoafrykański przedsiębiorca Mark Shuttleworth został drugim turystą kosmicznym jako członek misji statku Sojuz TM-34 na Międzynarodową Stację Kosmiczną (ISS).

## Urodzili się
- 1214 – Ludwik IX Święty, król Francji, święty (zm. 1270)
- 1228 – Konrad IV Hohenstauf, król Niemiec, Sycylii i Jerozolimy (zm. 1254)
- 1284 – Edward II, król Anglii (zm. 1327)
- 1287 – Roger Mortimer, angielski arystokrata, polityk, lord namiestnik Irlandii, kochanek królowej Izabeli (zm. 1330)
- 1502 – Georg Major, niemiecki teolog luterański (zm. 1574)
- 1522 – Marek Criado, hiszpański trynitarz, męczennik, błogosławiony (zm. 1569)
- 1529 – Franciscus Patricius, chorwacki i włoski filozof renesansowy (zm. 1597)
- 1541 – Sybilla, księżniczka pomorska (zm. 1564)
- 1599 – Oliver Cromwell, angielski polityk, lord protektor Anglii, Szkocji i Irlandii, przywódca rewolucji angielskiej (zm. 1658)
- 1608 – Gaston, książę Orleanu (zm. 1660)
- 1625 – Jan Fryderyk, książę Brunszwiku-Lüneburga i Calenberga (zm. 1679)
- 1636 – Nils Eosander, szwedzki arystokrata, polityk, dyplomata (zm. 1705)
- 1653:
  - Benedetto Pamphilj, włoski kardynał (zm. 1730)
  - Johann Christof Urbich, duński dyplomata (zm. 1715)
- 1666 – Johann Buttstedt, niemiecki kompozytor, organista, muzykolog (zm. 1727)
- 1694 – Richard Boyle, brytyjski architekt (zm. 1753)
- 1695 – Valentin Jamerey-Duval, francuski historyk, archeolog (zm. 1775)
- 1710 – James Ferguson, szkocki astronom (zm. 1776)
- 1725 – Augustus Keppel, brytyjski arystokrata, admirał, polityk (zm. 1786)
- 1747 – Marc Amand Élisée Scherb, francuski generał brygady (zm. 1838)
- 1751 – Józef Leon Łopaciński, polski duchowny katolicki, biskup pomocniczy żmudzki (zm. 1803)
- 1767:
  - Karol Jan Fiszer, polski major (zm. 1843)
  - Nicolas Charles Oudinot, francuski książę, wojskowy, marszałek Francji (zm. 1847)
- 1772 – James Burrill Jr., amerykański prawnik, polityk, senator (zm. 1820)
- 1794 – Frederic Thesiger, brytyjski arystokrata, prawnik, polityk (zm. 1878)
- 1806 – Wilhelm, książę Brunszwiku-Lüneburga, książę oleśnicki (zm. 1884)
- 1809 – Antoni Edward Fraenkel, polski kupiec, bankier pochodzenia żydowskiego (zm. 1883)
- 1810 – Teodor Teofil Matecki, polski lekarz, działacz społeczny (zm. 1886)
- 1815 – Lajos Markusovszky, węgierski chirurg (zm. 1893)
- 1817 – Édouard-Léon Scott de Martinville, francuski zecer, wydawca, wynalazca (zm. 1879)
- 1818 – Marek Sokołowski, polski gitarzysta, kompozytor (zm. 1884)
- 1822 – James Pierpont, amerykański kompozytor, organista, autor tekstów piosenek (zm. 1893)
- 1823:
  - Abdülmecid I, sułtan Imperium Osmańskiego (zm. 1861)
  - August Dillmann, niemiecki biblista, orientalista, teolog (zm. 1894)
- 1824 – Gustave Boulanger, francuski malarz (zm. 1888)
- 1836 – Piotr Wnorowski, polski samorządowiec, prezydent Częstochowy (zm. 1902)
- 1839:
  - Thomas Jonathan Burrill, amerykański botanik (zm. 1916)
  - Roswell K. Colcord, amerykański polityk (zm. 1939)
- 1843 – Alicja Koburg, księżniczka brytyjska, wielka księżna Hesji i Renu (zm. 1878)
- 1844 – Sereno Fenn, amerykański przemysłowiec (zm. 1927)
- 1847 – Édouard Debat-Ponsan, francuski malarz (zm. 1913)
- 1849:
  - Felix Klein, niemiecki matematyk, wykładowca akademicki (zm. 1925)
  - Michał Mikołaj Ogiński, polski ziemianin (zm. 1902)
- 1852 – Clarín, hiszpański pisarz, krytyk literacki (zm. 1901)
- 1861 – Rudolf Dittrich, austriacki muzyk (zm. 1919)
- 1868 – Roman Skirmunt, białoruski i polski polityk, premier Białoruskiej Republiki Ludowej, senator RP (zm. 1939)
- 1870 – Leon Billewicz, polski generał brygady (zm. 1940)
- 1873 – Walter de la Mare, brytyjski pisarz (zm. 1956)
- 1874 – Guglielmo Marconi, włoski fizyk, wynalazca, laureat Nagrody Nobla (zm. 1937)
- 1875 – Maria Alvarado Cardozo, wenezuelska zakonnica, błogosławiona (zm. 1967)
- 1880 – Michaił Fokin, rosyjski tancerz, choreograf (zm. 1942)
- 1882 – Stefan Dąbrowski, polski ziemianin, prawnik, polityk, poseł na Sejm RP (zm. 1945)
- 1883 – Siemion Budionny, radziecki dowódca wojskowy, marszałek ZSRR (zm. 1973)
- 1884 – Arthur Chevrolet, szwajcarsko-amerykański kierowca wyścigowy, przedsiębiorca motoryzacyjny (zm. 1946)
- 1885 – Jan Nepomucen Chrzan, polski duchowny katolicki, męczennik, błogosławiony (zm. 1942)
- 1886 – Teofil Bromboszcz, polski duchowny katolicki, biskup pomocniczy katowicki (zm. 1937)
- 1887 – José Francisco Razzano, urugwajski śpiewak (zm. 1960)
- 1888 – Bohdan Jarochowski, polski dziennikarz (zm. 1936)
- 1890:
  - Stanisław Janusz, polski polityk, poseł na Sejm RP i PRL, wiceprzewodniczący PKWN, wicepremier (zm. 1970)
  - Stefania Zahorska, polska pisarka, historyk i krytyk sztuki (zm. 1961)
- 1893:
  - Serafin Koda, albański franciszkanin, męczennik, błogosławiony (zm. 1947)
  - Ernst Torgler, niemiecki polityk komunistyczny (zm. 1963)
- 1894 – Teofil Krzywik, polski porucznik pilot (zm. ?)
- 1895:
  - Wiktor Malcew, radziecki pułkownik, kolaborant (zm. 1946)
  - Tadeusz Novák, polski polityk, poseł na Sejm RP (zm. 1971)
  - Stanley Rous, angielski sędzia i działacz piłkarski (zm. 1986)
- 1896 – Bolesław Przedpełski, polski chemik, rolnik, polityk, senator RP (zm. 1981)
- 1897:
  - Antoni Bartkowiak, polski podporucznik pilot (zm. 1922)
  - Fletcher Pratt, amerykański historyk, pisarz (zm. 1956)
  - Maria Windsor, księżniczka brytyjska (zm. 1965)
- 1898:
  - Aleksandr Taniajew, radziecki polityk, historyk, wykładowca akademicki (zm. 1974)
  - Stefania Turkewycz-Łukijanowycz, ukraińska kompozytorka, pianistka, muzykolog (zm. 1977)
  - Stefan Wolski, polski major (zm. 1940)
- 1900:
  - Abdurachim Chodżybajew, radziecki polityk (zm. 1938)
  - Gladwyn Jebb, brytyjski polityk, dyplomata (zm. 1996)
  - Wolfgang Pauli, szwajcarski fizyk, wykładowca akademicki, laureat Nagrody Nobla pochodzenia austriackiego (zm. 1958)
  - Pēteris Pumpurs, radziecki generał porucznik lotnictwa (zm. 1942)
  - Vjekoslav Štefanić, chorwacki filolog, slawista, wykładowca akademicki (zm. 1975)
- 1901 – Ernest K. Bramblett, amerykański polityk (zm. 1966)
- 1902:
  - Albert Andersson, szwedzki gimnastyk (zm. 1977)
  - Mieczysław Bogusławski, polski prawnik, polityk, poseł na Sejm PRL (zm. 1976)
  - Werner Heyde, niemiecki psychiatra, zbrodniarz nazistowski (zm. 1964)
  - Jo Mihaly, niemiecka tancerka, aktorka, pisarka, działaczka społeczna (zm. 1989)
  - Mary Miles Minter, amerykańska aktorka (zm. 1984)
  - Georges Mollard, francuski żeglarz sportowy (zm. 1986)
  - Gwendoline Porter, brytyjska lekkoatletka, sprinterka (zm. 1993)
- 1903:
  - Stanisław Gross, polski adwokat, działacz socjalistyczny, polityk, poseł do KRN i na Sejm Ustawodawczy (zm. 1976)
  - Camilla Horn, niemiecka aktorka, tancerka (zm. 1996)
  - Andriej Kołmogorow, rosyjski matematyk, wykładowca akademicki (zm. 1987)
- 1904 – Ilja Goleniszczew-Kutuzow, rosyjski literaturoznawca, slawista, tłumacz (zm. 1969)
- 1905:
  - Teofil Czajkowski, polski rusznikarz, żołnierz SZP-ZWZ-AK, uczestnik powstania warszawskiego (zm. 1991)
  - Emma Talmi, izraelska polityk (zm. 2004)
- 1906:
  - Francisco Gómez Marijuán, hiszpański duchowny katolicki, klaretyn, wikariusz apostolski Fernando Poo i biskup Santa Isabel (zm. 1979)
  - Fryderyk Hayder, polski malarz (zm. 1990)
  - Jacques Rambaud, francuski żeglarz sportowy (zm. 2006)
  - Stanisław Szymborski, polski inżynier hydrolog, wykładowca akademicki (zm. 1983)
  - Ote Walisz, izraelski grafik, projektant plakatów, reklam, monet, banknotów i znaczków pocztowych (zm. 1977)
- 1907:
  - Stanisława Orska-Kowalczyk, polska aktorka (zm. 1991)
  - Wasilij Sołowjow-Siedoj, rosyjski kompozytor (zm. 1979)
  - Fusa Tatsumi, japońska superstulatka (zm. 2023)
- 1908:
  - Edward R. Murrow, amerykański dziennikarz (zm. 1965)
  - John Nyman, szwedzki zapaśnik (zm. 1977)
- 1909:
  - Konrad Frey, niemiecki gimnastyk (zm. 1974)
  - Bernhard Grzimek, niemiecki zoolog, weterynarz, autor filmów dokumentalnych (zm. 1987)
  - Ludwik Widerszal, polski historyk, archiwista, żołnierz ZWZ-AK (zm. 1944)
- 1910:
  - Iosif Giejbo, radziecki generał major lotnictwa (zm. 1992)
  - Théophile Jeusset, bretoński publicysta, pisarz, działacz narodowy (zm. 1968)
  - Adolf Metzner, niemiecki lekkoatleta, sprinter (zm. 1978)
  - Stanisław Miszczyk, polski tancerz, choreograf (zm. 1976)
- 1911:
  - Władimir Agkacew, radziecki polityk (zm. 2000)
  - Hans Beck, norweski skoczek narciarski, kombinator norweski (zm. 1996)
  - Anna de Guigné, francuska czcigodna Służebnica Boża (zm. 1922)
  - Anna Łękawa, polska poetka i malarka ludowa (zm. 2012)
  - George Roth, amerykański gimnastyk (zm. 1997)
  - Stella Maria Szacherska, polska historyk, mediewistka (zm. 1997)
- 1912:
  - Stanisław Leinweber, polski siatkarz, podporucznik rezerwy artylerii (zm. 1940)
  - Ruth Osburn, amerykańska lekkoatletka, dyskobolka (zm. 1994)
  - Julian Rogoziński, polski eseista, tłumacz, krytyk literacki (zm. 1980)
- 1913:
  - Rafael Chwoles, polski malarz, grafik pochodzenia żydowskiego (zm. 2002)
  - Nikolaos Roussen, grecki oficer marynarki wojennej (zm. 1944)
- 1914:
  - Jewgienija Doliniuk, radziecka kołchoźnica, polityk (zm. 1990)
  - Claude Mauriac, francuski prawnik, pisarz (zm. 1996)
  - Marcos Pérez Jiménez, wenezuelski wojskowy, polityk, prezydent Wenezueli (zm. 2001)
- 1915:
  - Basil Dickinson, australijski lekkoatleta, skoczek w dal i trójskoczek (zm. 2013)
  - Alberto Jammaron, włoski biegacz narciarski (zm. 2016)
  - Hieronim Powiertowski, polski neurochirurg, wykładowca akademicki (zm. 1983)
  - Henryka Słomczewska, polska lekkoatletka, piłkarka ręczna (zm. 1998)
  - Italo Tajo, włoski śpiewak operowy (bas) (zm. 1983)
  - Giuliano Vassalli, włoski prawnik, wykładowca akademicki, polityk (zm. 2009)
- 1916:
  - John James Cowperthwaite, brytyjski polityk (zm. 2006)
  - Marek Szymański, polski kapitan saperów, żołnierz AK, dziennikarz (zm. 1996)
- 1917:
  - Wacław Czyżewski, polski generał dywizji (zm. 2002)
  - Jan Dzieńkowski, polski porucznik nawigator (zm. 1947)
  - Ella Fitzgerald, amerykańska wokalistka jazzowa (zm. 1996)
  - Jean Lucas, francuski kierowca wyścigowy (zm. 2003)
- 1918:
  - Tadeusz Kokesz, polski działacz narodowy (zm. 1943)
  - Alain Savary, francuski polityk (zm. 1988)
  - Gérard de Vaucouleurs, francusko-amerykański astronom (zm. 1995)
- 1919 – Finn Helgesen, norweski łyżwiarz szybki (zm. 2011)
- 1920:
  - Jean Carmet, francuski aktor (zm. 1994)
  - Tadeusz Cynkin, polski pułkownik, przedsiębiorca, polityk, poseł na Sejm PRL (zm. 2014)
- 1921:
  - Karel Appel, holenderski malarz, grafik, rzeźbiarz, poeta (zm. 2006)
  - Halina Kwiatkowska, polska aktorka (zm. 2020)
- 1922:
  - Georges Cottier, szwajcarski kardynał (zm. 2016)
  - Jacques Fontaine, francuski historyk (zm. 2015)
  - Adam Palczak, polski ekonomista, polityk, poseł na Sejm PRL (zm. 2007)
- 1923:
  - Anita Björk, szwedzka aktorka (zm. 2012)
  - Albert King, amerykański gitarzysta i wokalista bluesowy (zm. 1992)
  - Czesław Sadowski, polski socjolog, polityk, poseł na Sejm PRL (zm. 2019)
- 1924:
  - Władysław Marek Cianciara, polski księgowy, działacz niepodległościowy, żołnierz AK, działacz PTTK (zm. 1982)
  - Eric D’Arcy, australijski duchowny katolicki, arcybiskup Hobart (zm. 2005)
  - Ingemar Johansson, szwedzki lekkoatleta, chodziarz (zm. 2009)
  - Erzsébet Szőnyi, węgierska kompozytorka, pianistka, pedagog (zm. 2019)
- 1925:
  - Jimmy Dickinson, angielski piłkarz, trener (zm. 1982)
  - Vittorio Gelmetti, włoski kompozytor, krytyk muzyczny (zm. 1992)
  - Zofia Kielan-Jaworowska, polska paleobiolog (zm. 2015)
  - Tadeusz Petelenz, polski ekonomista (zm. 2021)
  - Barbara Tylicka, polska pisarka, dziennikarka, publicystka, krytyk literacka (zm. 2013)
- 1926:
  - Tadeusz Janczar, polski aktor (zm. 1997)
  - Jafrem Sakałou, białoruski polityk (zm. 2022)
- 1927:
  - Siegfried Palm, niemiecki wiolonczelista, pedagog (zm. 2005)
  - Albert Uderzo, francuski rysownik i scenarzysta komiksowy pochodzenia włoskiego (zm. 2020)
  - Oscar Yanes, wenezuelski pisarz, dziennikarz (zm. 2013)
  - Andrea Zambelli, włoski bobsleista (zm. 1994)
- 1928:
  - Jurij Jakowlew, rosyjski aktor (zm. 2013)
  - Zdzisław Pietrucha, polski generał brygady (zm. 1996)
  - Cy Twombly, amerykański malarz (zm. 2011)
- 1929:
  - Konrad Malicki, polski profesor weterynarii (zm. 2011)
  - Peter Solan, słowacki reżyser i scenarzysta filmowy (zm. 2013)
  - Yvette Williams, nowozelandzka lekkoatletka, skoczkini w dal (zm. 2019)
- 1930:
  - Halina Dobrowolska, polska aktorka (zm. 1999)
  - Ignazio Fabra, włoski zapaśnik (zm. 2008)
  - Violetta Ferrari, węgierska aktorka (zm. 2014)
  - Jerzy Grzymkowski, polski pisarz, scenarzysta filmowy (zm. 2006)
  - Marek Kwiatkowski, polski historyk sztuki, muzealnik, varsavianista (zm. 2016)
  - Paul Mazursky, amerykański aktor, reżyser i scenarzysta, producent filmowy pochodzenia żydowskiego (zm. 2014)
- 1931 – Urszula Figwer, polska lekkoatletka, oszczepniczka, siatkarka (zm. 2025)
- 1932:
  - Alain Besançon, francuski historyk, politolog, sowietolog (zm. 2023)
  - Hanna Gucwińska, polska zootechnik, twórca programów telewizyjnych, polityk, poseł na Sejm RP (zm. 2023)
  - Nikołaj Kardaszow, rosyjski astrofizyk, radioastronom (zm. 2019)
  - Lia Manoliu, rumuńska lekkoatletka, dyskobolka pochodzenia węgierskiego (zm. 1998)
  - Zygmunt Najdowski, polski polityk, poseł na Sejm PRL, minister kultury i sztuki (zm. 1998)
- 1933:
  - Jerry Leiber, amerykański autor tekstów piosenek (zm. 2011)
  - Lisa Lane, amerykańska szachistka (zm. 2024)
  - Muhamed Mujić, jugosłowiański piłkarz (zm. 2016)
  - Phillip Straling, amerykański duchowny katolicki, biskup Reno
- 1934:
  - Kevin Joseph Aje, nigeryjski duchowny katolicki, biskup Sokoto (zm. 2019)
  - José Diéguez Reboredo, hiszpański duchowny katolicki, biskup Osmy-Sorii, Ourense i Tui-Vigo (zm. 2022)
  - Dmitrij Koczkin, rosyjski kombinator norweski
  - Johnny McCarthy, amerykański koszykarz, trener (zm. 2020)
  - Peter McParland, północnoirlandzki piłkarz, trener (zm. 2025)
- 1935:
  - John Kevin Boland, amerykański duchowny katolicki, biskup Savannah
  - Roberto Ferreiro, argentyński piłkarz, trener (zm. 2017)
  - Bob Gutowski, amerykański lekkoatleta, tyczkarz (zm. 1960)
  - Li Ao, tajwański pisarz, eseista, satyryk, polityk (zm. 2018)
  - Lola Novaković, serbska piosenkarka (zm. 2016)
  - James Peebles, kanadyjski astronom, kosmolog
- 1936:
  - Henck Arron, surinamski polityk, premier Surinamu (zm. 2000)
  - Krystyna Czajkowska, polska siatkarka
  - Freddie Little, amerykański bokser
  - Leonel Sánchez, chilijski piłkarz (zm. 2022)
- 1937:
  - Rudi Geil, niemiecki polityk (zm. 2006)
  - Władimir Leonow, rosyjski kolarz torowy
  - Toribio Ticona Porco, boliwijski duchowny katolicki, biskup, prałat terytorialny Corocoro, kardynał
  - Algis Uzdila, litewski poeta
- 1938:
  - Roger Boisjoly, amerykański inżynier (zm. 2012)
  - Jan Gross, polski duchowny luterański, ekumenista, prezes Synodu Kościoła Ewangelicko-Augsburskiego (zm. 2014)
- 1939:
  - Tarcisio Burgnich, włoski piłkarz, trener (zm. 2021)
  - Gjergj Kaçinari, kosowski kompozytor, pedagog (zm. 2019)
  - Jan Krzyżanowski, polski aktor (zm. 2022)
  - Patrick Lichfield, brytyjski arystokrata, fotograf (zm. 2005)
- 1940:
  - Jochen Borchert, niemiecki rolnik, ekonomista, polityk
  - Charles Dufour, jamajski duchowny katolicki, arcybiskup Kingston
  - Michaił Kononow, rosyjski aktor (zm. 2007)
  - Jean-Claude Letzelter, francuski szachista
  - Maribel Owen, amerykańska łyżwiarka figurowa (zm. 1961)
  - Al Pacino, amerykański aktor, producent filmowy pochodzenia włoskiego
- 1941:
  - Muna al-Husajn, księżna Jordanii
  - Elżbieta Michalczak, polska lekkoatletka, kulomiotka (zm. 2021)
  - Walter Mixa, niemiecki duchowny katolicki, biskup Augsburga, biskup polowy Niemiec
  - Bertrand Tavernier, francuski reżyser, scenarzysta i krytyk filmowy (zm. 2021)
  - Raymond Weinstein, amerykański szachista
- 1942:
  - Josef Dvořák, czeski aktor
  - Kang Ryong-woon, północnokoreański piłkarz
  - Alina Kołodziejczyk, polska nauczycielka, polityk, poseł na Sejm PRL
  - Jon Kyl, amerykański polityk, senator
  - Gerald Walsh, amerykański duchowny katolicki, biskup pomocniczy Nowego Jorku (zm. 2025)
  - Ewa Wiśniewska, polska aktorka
- 1943:
  - Angelo Anquilletti, włoski piłkarz (zm. 2015)
  - Hanspeter Bellingrodt, kolumbijski strzelec sportowy (zm. 2024)
  - Alan Feduccia, amerykański paleontolog
  - Marie-France de Rose, francuska polityk
  - Lubow Tiurina, rosyjska siatkarka (zm. 2015)
- 1944:
  - Jim Barrows, amerykański narciarz alpejski (zm. 2024)
  - Berit Berthelsen, norweska lekkoatletka, sprinterka i skoczkini w dal (zm. 2022)
  - Renzo Fratini, włoski duchowny katolicki, arcybiskup, nuncjusz apostolski
  - Brigitte Gapais-Dumont, francuska florecistka (zm. 2018)
  - Len Goodman, brytyjski tancerz, nauczyciel tańca, sędzia turniejów tanecznych (zm. 2023)
  - Julio Montero Castillo, urugwajski piłkarz
  - Wiaczesław Trubnikow, rosyjski generał armii, polityk, dyplomata (zm. 2022)
- 1945:
  - Czesława Christowa, polska ekonomistka, polityk, senator RP
  - Piotr Kryk, polski duchowny greckokatolicki, egzarcha apostolski Niemiec i Skandynawii
  - Alberto Martins, portugalski adwokat, polityk
  - Björn Ulvaeus, szwedzki kompozytor, gitarzysta, autor tekstów, członek zespołu ABBA
- 1946:
  - Barbara Marszałek, polska aktorka
  - Andrzej Seweryn, polski aktor, reżyser teatralny
  - Talia Shire, amerykańska aktorka
  - Peter Sutherland, irlandzki polityk, prawnik, prokurator generalny, dyrektor generalny GATT i WTO (zm. 2018)
  - Władimir Żyrinowski, rosyjski filozof, polityk (zm. 2022)
- 1947:
  - Timo Airaksinen, fiński filozof, wykładowca akademicki
  - Johan Cruijff, holenderski piłkarz, trener (zm. 2016)
  - Jeffrey DeMunn, amerykański aktor
  - Marylise Lebranchu, francuska polityk
  - Mariano José Parra Sandoval, wenezuelski duchowny katolicki, arcybiskup Coro
- 1948:
  - Péter Andorai, węgierski aktor (zm. 2020)
  - Maria Kuczyńska, polska rzeźbiarka
  - Enver Marić, bośniacki piłkarz, bramkarz, trener
  - Yu Shyi-kun, tajwański polityk, premier Tajwanu
- 1949:
  - Krystyna Łukaszuk, polska działaczka związkowa, polityk, wojewoda podlaski
  - Dominique Strauss-Kahn, francuski polityk pochodzenia żydowskiego
  - Grażyna Tyszko, polska bizneswoman, polityk, poseł na Sejm RP
- 1950:
  - Tamasaburō Bandō V, japoński aktor, reżyser filmowy
  - Peter Hintze, niemiecki duchowny ewangelicki, polityk (zm. 2016)
  - François Jacolin, francuski duchowny katolicki, biskup Mende
  - Wałentyna Kozyr, ukraińska lekkoatletka, skoczkini wzwyż
  - Jurij Piwowarow, rosyjski politolog, historyk
  - Zbigniew Zysk, polski polityk, poseł na Sejm RP (zm. 2020)
- 1951:
  - Bartolomé Caldentey, hiszpański kolarz torowy
  - Ian McCartney, brytyjski polityk
  - Marek Pijarowski, polski dyrygent, pedagog, multiinstrumentalista
  - José Luiz Plein, brazylijski piłkarz, trener
  - Tadeusz Rutkowski, polski sztangista
- 1952:
  - Stanisław Budzik, polski duchowny katolicki, biskup pomocniczy tarnowski, arcybiskup metropolita lubelski
  - Milena Duchková, czeska skoczkini do wody
  - Dionizy (Mandalos), grecki duchowny prawosławny, metropolita Koryntu (zm. 2025)
  - Jacques Santini, francuski piłkarz, trener
  - Władisław Trietjak, rosyjski hokeista, bramkarz
- 1953:
  - Piotr Dejmek, polski aktor (zm. 2010)
  - Józef Grzegorz Kurek, polski pedagog, socjolog, samorządowiec, burmistrz Mszczonowa (zm. 2025)
  - Pavol Žigo, słowacki językoznawca, wykładowca akademicki
- 1954:
  - Urs Bucher, szwajcarski curler
  - Melvin Burgess, brytyjski autor literatury dziecięcej i młodzieżowej
  - Stanisław Ciesielski, polski historyk, wykładowca akademicki (zm. 2020)
  - Kinga Dunin, polska publicystka, pisarka, krytyk literacki, socjolog kultury, feministka
  - Birgitte Hanel, duńska wioślarka
  - Róisín Shortall, irlandzka pedagog, polityk
  - Mieczysław Szalecki, polski pediatra, endokrynolog, diabetolog, wykładowca akademicki
  - Ismo Toukonen, fiński lekkoatleta, długodystansowiec
  - Stefan Żeromski, polski żużlowiec (zm. 2004)
- 1955:
  - Tatjana Brylina, rosyjska biathlonistka
  - Adolphe Colrat, francuski polityk
  - K. Eric Drexler, amerykański fizyk, inżynier, transhumanista, futurolog
  - Colleen M. Fitzpatrick, amerykańska uczona, bizneswoman
  - Américo Gallego, argentyński piłkarz, trener
  - Fabriciano González, hiszpański piłkarz, trener
  - John Nunn, brytyjski szachista, matematyk
  - Benjamin Marc Ramaroson, madagaskarski duchowny katolicki, arcybiskup Antsiranany
- 1956:
  - Dominique Blanc, francuska aktorka
  - Gintė Damušis, litewska działaczka społeczna, dyplomatka
  - Jolanta Daniel, polska działaczka samorządowa, prezydent Kielc
  - Marek Hołda, polski malarz, rysownik, ilustrator, publicysta
  - Marek Krawczyk, polski wydawca, działacz opozycji antykomunistycznej (zm. 2012)
  - Wojciech Książek, polski pedagog, związkowiec, urzędnik państwowy
  - Zbyszko Melosik, polski socjolog edukacji, wykładowca akademicki
  - Zygmunt Nater, polski fotograf
  - Arkadiusz Pawłowski, polski niepełnosprawny pływak
  - Miroslav Votava, niemiecki piłkarz, trener pochodzenia czeskiego
- 1957:
  - José María Avendaño Perea, hiszpański duchowny katolicki, biskup pomocniczy Getafe
  - Rumeljana Bonczewa, bułgarska wioślarka
  - Eric Bristow, brytyjski darter (zm. 2018)
  - Gert Engels, niemiecki piłkarz, trener
  - Cor Euser, holenderski kierowca wyścigowy
  - Erik Jakub Groch, słowacki poeta, bajkopisarz, wydawca
  - Roch Marc Christian Kaboré, burkiński polityk, premier i prezydent Burkiny Faso
  - Marek Mossakowski, polski przedsiębiorca
  - Həmidə Ömərova, azerska aktorka
  - Bernard Rajzman, brazylijski siatkarz
  - Sławomir Romanowski, polski strzelec sportowy
  - Leszek Rzepakowski, polski lekkoatleta, płotkarz
- 1958:
  - Marek Bogusławski, polski lekarz, samorządowiec, wicemarszałek województwa świętokrzyskiego
  - Fish, szkocki wokalista, kompozytor, autor tekstów, członek zespołu Marillion
  - Joseph Hanefeldt, amerykański duchowny katolicki, biskup Grand Island
  - Luis Guillermo Solís, kostarykański polityk, prezydent Kostaryki
- 1959:
  - Enrique Benavent Vidal, hiszpański duchowny katolicki, biskup Tortosy
  - Andrzej Ferenc, polski aktor, lektor
  - Takeaki Matsumoto, japoński polityk
  - Jerzy Widzyk, polski samorządowiec, polityk, poseł na Sejm RP, minister transportu i gospodarki morskiej
- 1960:
  - Paul Baloff, amerykański wokalista, członek zespołu Exodus (zm. 2002)
  - Piotr Klugowski, polski malarz, pedagog
  - Wiktor Komliakow, mołdawski szachista, trener
  - Pekka Rauhala, fiński zapaśnik
  - Francesco Romano, włoski piłkarz
  - Hocine Yahi, algierski piłkarz
- 1961:
  - Eva Alikaj, albańska aktorka
  - Agneta Andersson, szwedzka kajakarka (zm. 2023)
  - Frank De Winne, belgijski inżynier, pilot wojskowy, astronauta
  - Aleksandr Jagubkin, ukraiński bokser (zm. 2013)
  - Jarosław Kotarski, polski tłumacz (zm. 2012)
  - Juha Sipilä, fiński przedsiębiorca, polityk
  - Miran Tepeš, słoweński skoczek narciarski, działacz sportowy
- 1962:
  - Ole Edvard Antonsen, norweski trębacz
  - Petja Dubarowa, bułgarska poetka, aktorka (zm. 1979)
  - Dorival Júnior, brazylijski piłkarz, trener
  - Ana Paula Vitorino, portugalska inżynier, nauczycielka akademicka, polityk
- 1963:
  - Nelson Aerts, brazylijski tenisista
  - Darko Milinović, chorwacki ginekolog, polityk
  - David Moyes, szkocki piłkarz, trener
- 1964:
  - Fadela Amara, francuska polityk pochodzenia berberyjskiego
  - Hank Azaria, amerykański aktor
  - Andy Bell, brytyjski wokalista, członek zespołu Erasure
  - Omar Catarí, wenezuelski bokser
  - Marco D’Altrui, włoski piłkarz wodny
- 1965:
  - Mark Bryant, amerykański koszykarz
  - Édouard Ferrand, francuski samorządowiec, polityk, eurodeputowany (zm. 2018)
- 1966:
  - Choi Young-il, południowokoreański piłkarz, trener
  - Francis Fulton-Smith, brytyjsko-niemiecki aktor
  - Femke Halsema, holenderska polityk, burmistrz Amsterdamu
  - Mirosław Milewski, polski polityk, samorządowiec, prezydent Płocka
  - Anna Radwan, polska aktorka
  - Rubén Sosa, urugwajski piłkarz
  - Władimir Tatarczuk, rosyjski piłkarz, trener
  - Eliane Tillieux, belgijska polityk, przewodnicząca Izby Reprezentantów
- 1967:
  - Maik Bullmann, niemiecki zapaśnik
  - Angel Martino, amerykańska pływaczka
  - Alan Kernaghan, irlandzki piłkarz, trener
  - Wojciech Szeląg, polski dziennikarz i prezenter telewizyjny
  - Marcin Wilczek, polski dyplomata
- 1968:
  - Witalij Kyryłenko, ukraiński lekkoatleta, skoczek w dal
  - Thomas Strunz, niemiecki piłkarz
- 1969:
  - Kai Hundertmarck, niemiecki kolarz szosowy
  - Wojciech Lisicki, polski muzyk, kompozytor, producent muzyczny, członek zespołów: Lost Horizon, Against the Plagues i Luciferion
  - Marzena Najmowicz, polska koszykarka
  - Jon Olsen, amerykański pływak
  - Włodzimierz Osadczy, polski historyk pochodzenia ukraińskiego
  - Małgorzata Sobańska, polska lekkoatletka, maratonistka
  - Gina Torres, amerykańska aktorka
  - Renée Zellweger, amerykańska aktorka, producentka filmowa pochodzenia szwajcarsko-norweskiego
- 1970:
  - Joël Abati, francuski piłkarz ręczny
  - Kate Allen, austriacka triathlonistka
  - Tomoko Kawakami, japoński seiyū (zm. 2011)
  - Jason Lee, amerykański aktor
  - Piotr Wawrzynek, polski duchowny katolicki, biskup pomocniczy legnicki
- 1971:
  - Todd Howard, amerykański projektant i producent gier komputerowych
  - Krzysztof Przybylski, polski piłkarz ręczny, trener
- 1972:
  - Annette Sikveland, norweska biathlonistka
  - Monika Richardson, polska dziennikarka i prezenterka telewizyjna
  - Zaza Zazirow, ukraiński zapaśnik
- 1973:
  - Nicholas Barker, brytyjski perkusista
  - Agnieszka Budzińska-Bennett, polska śpiewaczka, pianistka, muzykolog
  - Cornelius Bundrage, amerykański bokser
  - Pavel Buráň, czeski kolarz torowy
  - Carlota Castrejana, hiszpańska lekkoatletka, trójskoczkini
  - Khalid El-Amin, amerykański koszykarz
  - Jomarie Gamboa, filipiński bokser
  - Fredrik Larzon, szwedzki perkusista, członek zespołu Millencolin
  - Aleksandr Parygin, kazachski pięcioboista nowoczesny
  - Barbara Rittner, niemiecka tenisistka
- 1974:
  - Jurij Benio, ukraiński piłkarz, trener
  - Marek Boroń, polski policjant, komendant główny
  - Bartłomiej Brede, polski poeta, autor tekstów piosenek, artysta kabaretowy
  - Ludwik Alfons Burbon, hiszpański arystokrata
  - Ivan Kovačić, chorwacki stomatolog, wykładowca akademicki, polityk
  - Karina Kunkiewicz, polska aktorka, prezenterka telewizyjna
  - Ivonne Montero, meksykańska aktorka
  - Mathias Patin, francuski siatkarz
  - Silvinho, brazylijski piłkarz
  - Serhij Suchoruczenko, ukraiński piłkarz, trener
  - Anton Szantyr, rosyjski kolarz torowy i szosowy
- 1975:
  - Emily Bergl, brytyjsko-amerykańska aktorka
  - Aleksander Kul, białoruski koszykarz
  - Mohamed Saadi, algierski zapaśnik
  - Michael Stewart, amerykańsko-francuski koszykarz
- 1976:
  - Tim Duncan, amerykański koszykarz
  - Gilberto, brazylijski piłkarz
  - Robert Kwiatkowski, polski hokeista
  - Anna Rejda, polska wokalistka jazzowa
  - Artur Ruciński, polski śpiewak operowy (baryton)
  - Rainer Schüttler, niemiecki tenisista
- 1977:
  - Sylviane Berthod, szwajcarska narciarka alpejska
  - Anna Blomberg-Gahan, polska wokalistka rockowa i dziennikarka muzyczna
  - Manolo Cardona, kolumbijski aktor
  - Konstandinos Christoforu, cypryjski piosenkarz, kompozytor
  - Jeff Coetzee, południowoafrykański tenisista
  - Katarzyna Klimkiewicz, polska reżyserka i scenarzystka filmowa
  - Matthew West, amerykański piosenkarz
  - Linda Zilliacus, fińska aktorka
  - Dzintars Zirnis, łotewski piłkarz
- 1978:
  - Letícia Birkheuer, brazylijska modelka
  - Przemysław Fiugajski, polski dyrygent
  - Jean-Michel Lucenay, francuski szpadzista
  - Paul Mattick, brytyjski wioślarz
- 1979:
  - Adrianna Babik, polska biathlonistka (zm. 2021)
  - Khalid El-Amin, amerykański koszykarz
  - Andreas Küttel, szwajcarski skoczek narciarski
  - Aleksander Radosavljevič, słoweński piłkarz
  - Lee Richardson, angielski żużlowiec (zm. 2012)
  - Manal asz-Szarif, saudyjska działaczka na rzecz równouprawnienia kobiet
  - Stephan Szpak-Fleet, polsko-amerykański aktor, reżyser, scenarzysta i producent filmowy
- 1980:
  - Irfaan Ali, gujański polityk, prezydent Gujany pochodzenia indyjskiego
  - Samuel Barnett, brytyjski aktor
  - Hoàng Thanh Trang, wietnamska i węgierska szachistka
  - Lilija Kaskarakowa, rosyjska zapaśniczka
  - Sylwia Korzeniowska, polska lekkoatletka, chodziarka
  - Behnam Mahmudi, irański siatkarz
  - Lee Spick, brytyjski snookerzysta (zm. 2015)
  - Alejandro Valverde, hiszpański kolarz szosowy
  - Wu Meijin, chiński sztangista
- 1981:
  - Monika Cabaj, polska judoczka
  - Wojciech Kasperski, polski scenarzysta, producent i reżyser filmów fabularnych i dokumentalnych
  - Felipe Massa, brazylijski kierowca wyścigowy Formuły 1
  - Anja Pärson, szwedzka narciarka alpejska
  - Krzysztof Tuduj, polski prawnik, polityk, poseł na Sejm RP
  - Agnieszka Turzyniecka, polska pisarka, tłumaczka
- 1982:
  - Jacqueline Lawrence, australijska kajakarka górska
  - Mark López, amerykański taekwondzista
  - Simon Stead, brytyjski żużlowiec
  - Władlen Tatarski, rosyjski bloger, korespondent wojenny, propagandzista (zm. 2023)
- 1983:
  - Ołeh Husiew, ukraiński piłkarz
  - Bogna Jóźwiak, polska szablistka
  - Agnieszka Judycka, polska aktorka
  - Dušan Kožíšek, czeski biegacz narciarski
  - Marek Kubiszewski, polski piłkarz ręczny, bramkarz
  - Marko Marić, chorwacki piłkarz
  - Nick Willis, nowozelandzki lekkoatleta, średniodystansowiec
- 1984:
  - Gabriel Cichero, wenezuelski piłkarz pochodzenia polskiego
  - Simon Fourcade, francuski biathlonista
  - Kalle Keituri, fiński skoczek narciarski
  - Grzegorz Majkrzak, polski prozaik, poeta
- 1985:
  - Rami Jridi, tunezyjski piłkarz, bramkarz
  - Johanna Kurkela, fińska piosenkarka
  - Serhij Rożok, ukraiński piłkarz (zm. 2024)
- 1986:
  - Juan Sebastián Cabal, kolumbijski tenisista
  - Aleksiej Jemielin, rosyjski hokeista
  - Rubén Jurado, hiszpański piłkarz
  - Raïs M’Bolhi, algierski piłkarz, bramkarz
- 1987:
  - Dick Axelsson, szwedzki hokeista
  - Razak Boukari, togijski piłkarz
  - Uroš Nikolić, serbski koszykarz
- 1988:
  - Mamadou Bah, gwinejski piłkarz
  - Gaëtan Bong, kameruński piłkarz
  - Bartosz Gelner, polski aktor
  - Laura Lepistö, fińska łyżwiarka figurowa
  - Sara Paxton, amerykańska aktorka, piosenkarka
  - Anna Stolarczyk, polska szachistka
  - Anna Stöhr, austriacka wspinaczka sportowa
  - Sam Wykes, australijski rugbysta
- 1989:
  - Gendun Czokji Nima, Tybetańczyk, XI inkarnacja Paneczenlamy (zag. 1995)
  - Mika Kulmala, fiński skoczek narciarski
  - Damian Zbozień, polski piłkarz
- 1990:
  - Rusłan Patiejew, rosyjski koszykarz
  - Pimsiri Sirikaew, tajska sztangistka
  - Milena Szymczyk, polska łyżwiarka figurowa
  - Jean-Éric Vergne, francuski kierowca wyścigowy
- 1991:
  - Mbunde Cumba Mbali, gwineo-bissauski zapaśnik
  - Callum McManaman, angielski piłkarz
  - Jordan Poyer, amerykański futbolista
  - Alex Shibutani, amerykański łyżwiarz figurowy
  - Leonardo Valencia, chilijski piłkarz
- 1992:
  - Bryan Coquard, francuski kolarz szosowy i torowy
  - Mateusz Dziemba, polski koszykarz
  - Pavel Kadeřábek, czeski piłkarz
- 1993:
  - Aleksandr Iwanow, rosyjski lekkoatleta, chodziarz
  - Anthony Lozano, honduraski piłkarz
  - Dorota Medyńska, polska siatkarka
  - Anna Santamans, francuska pływaczka
  - Marharyta Stepanenko, azerska siatkarka pochodzenia ukraińskiego
  - Raphaël Varane, francuski piłkarz
- 1994:
  - Davide Donati, włoski gimnastyk
  - Jake Forster-Caskey, angielski piłkarz
  - Henrique, brazylijski piłkarz
  - Jelena Iljinych, rosyjska łyżwiarka figurowa
  - Omar McLeod, jamajski lekkoatleta, płotkarz
  - Dominika Miłoszewska, polska koszykarka
  - Julio Cesar Neves Jr., brazylijski zawodnik MMA
  - Janek Õiglane, estoński lekkoatleta, wieloboista
  - Rim Jong-sim, północnokoreańska zapaśniczka
  - Sergio Vergara, chilijski piłkarz
- 1995:
  - Jaime Báez, urugwajski piłkarz
  - Lewis Baker, angielski piłkarz pochodzenia jamajskiego
  - Oskar Krawczyk, polski hokeista
  - Georgijs Osokins, łotewski pianista
  - Marvin Schwäbe, niemiecki piłkarz, bramkarz
  - Karolina Siewastjanowa, rosyjska gimnastyczka artystyczna
- 1996:
  - Allisyn Ashley Arm, amerykańska aktorka
  - Ricardo Báez, argentyński zapaśnik
  - Othmane El-Bahja, marokański zapaśnik
  - Liam Henderson, szkocki piłkarz
  - Miguel Herrán, hiszpański aktor
  - Mack Horton, australijski pływak
  - Anastasija Hotfrid, gruzińska sztangistka pochodzenia ukraińskiego
  - Oskar Kwiatkowski, polski snowboardzista
  - Filip Manojlović, serbski piłkarz
  - Daniel Felipe Martínez, kolumbijski kolarz szosowy
  - Ionuț Nedelcearu, rumuński piłkarz
  - Nils van der Poel, szwedzki łyżwiarz szybki pochodzenia holendersko-węgierskiego
- 1997:
  - Nicolás Benedetti, kolumbijski piłkarz
  - Boris Buša, serbski siatkarz
  - Karina Chmielewska, polska siatkarka
  - Alexander Doom, belgijski lekkoatleta, sprinter
  - Nawel Hammouche, algierska siatkarka
  - Rüfət Hüseynov, azerski bokser
  - Kurtis Marschall, australijski lekkoatleta, tyczkarz
  - Mateusz Studziński, polski hokeista, bramkarz
  - Jan Vodháněl, czeski piłkarz
  - Zdechły Osa, polski wokalista, autor tekstów
- 1998:
  - Przemysław Mystkowski, polski piłkarz
  - Ben Radcliffe, brytyjski aktor
  - Satou Sabally, niemiecka koszykarka pochodzenia gambijskiego
- 1999:
  - Cacá, brazylijski piłkarz
  - Marcus Kleveland, norweski snowboardzista
  - Cheikh Sidibé, senegalski piłkarz
  - Avery Skinner, amerykańska siatkarka
- 2000:
  - Helinho, brazylijski piłkarz
  - Egzon Kryeziu, słoweński piłkarz pochodzenia albańskiego
  - Dejan Kulusevski, szwedzki piłkarz pochodzenia macedońskiego
  - Oihan Sancet, hiszpański piłkarz
  - Gieorgij Tibiłow, rosyjski i serbski zapaśnik
- 2001:
  - Kevin Berlín, meksykański skoczek do wody
  - Clemente Montes, chilijski piłkarz
  - Reginaldo Ramires, brazylijski piłkarz
  - William Shaner, amerykański strzelec sportowy
  - Thomas Van den Keybus, belgijski piłkarz
  - Yoon Chan-young, południowokoreański aktor
- 2002:
  - Johanna Bassani, austriacka kombinatorka norweska (zm. 2020)
  - Jhoanner Chávez, ekwadorski piłkarz
  - Futaba Ito, japońska wspinaczka sportowa
  - Famana Quizera, gwineo-bissauski piłkarz
  - Arno van Zijl, południowoafrykański zapaśnik
- 2003 – Sebastián Martínez, meksykański piłkarz
- 2004:
  - Abubakar Chasłachanow, białoruski zapaśnik pochodzenia dagestańskiego
  - Miguel Terceros, boliwijski piłkarz
- 2005:
  - Filip Luberecki, polski piłkarz
  - Rodrigo Pacheco Méndez, meksykański tenisista

## Zmarli
- 997 – Teresa Ansúrez, królowa Leónu (ur. przed 943)
- 1077 – Gejza I, król Węgier (ur. 1044 lub 45)
- 1185 – Antoku, cesarz Japonii (ur. 1178)
- 1196 – Alfons II, król Aragonii (ur. 1157)
- 1217 – Herman I, hrabia palatyn Saksonii, landgraf Turyngii (ur. ok. 1155)
- 1286 – Bernard Zwinny, książę jaworski i lwówecki (ur. 1253–57)
- 1295 – Sancho IV Odważny, król Kastylii i Leónu (ur. 1257/58)
- 1342 – Benedykt XII, papież (ur. 1280–85)
- 1472 – Leone Battista Alberti, włoski malarz, poeta, filozof, kartograf, muzyk, architekt (ur. 1404)
- 1550 – Anna Pomorska, księżna brzeska (ur. 1491/92)
- 1566 – (lub 26 kwietnia) Diana de Poitiers, kochanka króla Francji Henryka II (ur. 1499)
- 1591 – Basilius Amerbach (młodszy), szwajcarski prawnik (ur. 1533)
- 1595 – Torquato Tasso, włoski poeta, prozaik, dramaturg (ur. 1544)
- 1603 – Jerzy Fryderyk Hohenzollern, margrabia Ansbach i Bayreuth, książę karniowski, opolsko-raciborski i żagański (ur. 1539)
- 1607 – Jacob van Heemskerck, holenderski żeglarz, admirał (ur. 1567)
- 1608 – Jan VI von Sitsch, niemiecki duchowny katolicki, biskup wrocławski, starosta generalny Śląska (ur. 1552)
- 1611 – Stanisław Romiszewski, polski duchowny katolicki, sekretarz królewski (ur. ?)
- 1622 – Piotr Fabrycy Kowalski, polski jezuita, prowincjał, pisarz, autor dzieł teologicznych, tłumacz (ur. 1552)
- 1635:
  - Juliusz, książę Wirtembergii- Weiltingen (ur. 1588)
  - Alessandro Tassoni, włoski poeta, prozaik (ur. 1565)
- 1644 – Chongzhen, cesarz Chin (ur. 1611)
- 1647:
  - Matthias Gallas, austriacki dowódca wojskowy (ur. 1584)
  - Andreas Scultetus, niemiecki jezuita, pisarz mistyczny (ur. 1622 lub 23)
- 1667 – Piotr od św. Józefa de Betancur, hiszpański tercjarz franciszkański, misjonarz, święty (ur. 1626)
- 1679 – Andrzej Maksymilian Fredro, polski szlachcic, polityk, moralista, pedagog, mówca, historyk (ur. ok. 1620)
- 1680 – Ludwika Anhalcka, regentka księstwa legnicko-brzeskiego, księżna oławsko-wołowska (ur. 1631)
- 1690 – David Teniers (młodszy), flamandzki malarz (ur. 1610)
- 1734 – Johann Konrad Dippel, niemiecki filozof, alchemik, wynalazca (ur. 1673)
- 1744 – Anders Celsius, szwedzki fizyk, astronom, twórca skali termometrycznej (ur. 1701)
- 1745 – Frederik Rostgaard, duński polityk (ur. 1671)
- 1747 – François Gigot de La Peyronie, francuski chirurg (ur. 1678)
- 1770 – Jean-Antoine Nollet, francuski duchowny katolicki, fizyk eksperymentalny (ur. 1700)
- 1773 – Daniele Farlati, włoski jezuita, historyk chrześcijaństwa (ur. 1690)
- 1794 – Szymon Marcin Kossakowski, hetman wielki litewski (ur. 1741)
- 1800 – William Cowper, brytyjski poeta (ur. 1731)
- 1801:
  - Marcelin Choe Chang-ju, koreański męczennik i błogosławiony katolicki (ur. 1749)
  - Jan Won Gyeong-do, koreański męczennik i błogosławiony katolicki (ur. ok. 1774)
  - Marcin Yi Jung-bae, koreański męczennik i błogosławiony katolicki (ur. ok. 1751)
- 1804 – Adam Jan Malczewski, polski szlachcic, polityk (ur. 1742)
- 1813 – Karol Wodziński, polski szlachcic, polityk (ur. 1722)
- 1814 – Louis-Sébastien Mercier, francuski pisarz (ur. 1740)
- 1817 – Joseph von Sonnenfels, austriacki pisarz, prawnik (ur. 1733)
- 1827 – Bartłomiej Giżycki, polski szlachcic, generał w służbie rosyjskiej (ur. 1770)
- 1834 – Nikolaos Kandunis, grecki duchowny prawosławny, malarz (ur. 1768)
- 1837 – August Antoni Jakubowski, polski poeta, uczestnik powstania listopadowego (ur. ok. 1815)
- 1838 – Michal Silorád Patrčka, czeski poeta, baśniopisarz, prozaik, dramaturg, satyryk (ur. 1787)
- 1840 – Siméon Denis Poisson, francuski matematyk, fizyk, mechaik-teoretyk, wykładowca akademicki (ur. 1781)
- 1851 – Giacomo Monico, włoski duchowny katolicki, patriarcha Wenecji, kardynał (ur. 1778)
- 1866 – Józef Bonawentura Załuski, polski generał, uczestnik powstania listopadowego, pamiętnikarz, publicysta, poeta (ur. 1787)
- 1873 – Jehoszua Łęczner, polski rabin chasydzki (ur. ?)
- 1878 – Anna Sewell, brytyjska pisarka (ur. 1820)
- 1879 – Édouard-Léon Scott de Martinville, francuski zecer, księgarz, wynalazca (ur. 1817)
- 1882 – Joseph Aschbach, niemiecki historyk, wykładowca akademicki (ur. 1801)
- 1892:
  - William Bradford, amerykański malarz, fotograf, podróżnik (ur. 1823)
  - Henri Duveyrier, francuski podróżnik, badacz Sahary (ur. 1840)
- 1899 – Anatol Lewicki, polski historyk, mediewista, wykładowca akademicki (ur. 1841)
- 1900 – Aleksandra Oldenburg Romanowa, księżniczka z dynastii oldenburskiej, wielka księżna Rosji, mniszka prawosławna (ur. 1838)
- 1902 – Agostino Gaetano Riboldi, włoski duchowny katolicki, biskup Pawii, arcybiskup Rawenny, kardynał (ur. 1839)
- 1905 – Samuel Siegfried Karl von Basch, austriacki lekarz, fizjolog, wynalazca pochodzenia żydowskiego (ur. 1837)
- 1906:
  - Carl Fürstner, niemiecki neurolog, psychiatra, wykładowca akademicki (ur. 1848)
  - John Knowles Paine, amerykański kompozytor, organista, pedagog (ur. 1839)
- 1907:
  - Dionizy Bek, polski publicysta, działacz społeczny (ur. 1865)
  - Jerzy Buzek, polski działacz społeczny (ur. 1842)
- 1908 – Gennaro Portanova, włoski duchowny katolicki, arcybiskup Reggio di Calabria, kardynał (ur. 1845)
- 1911 – Emilio Salgari, włoski pisarz (ur. 1862)
- 1912:
  - Kyŏnghŏ Sŏng’u, koreański mistrz sŏn (ur. 1846)
  - Wacław Rolicz-Lieder, polski poeta (ur. 1866)
- 1913:
  - Mychajło Kociubynski, ukraiński pisarz (ur. 1864)
  - Jan Chrzciciel Piamarta, włoski duchowny katolicki, święty (ur. 1841)
- 1915 – Gilchrist Maclagan, brytyjski wioślarz, żołnierz (ur. 1879)
- 1917:
  - Sebastian Festner, niemiecki pilot wojskowy, as myśliwski (ur. 1894)
  - Teodor Kułakowski, polski działacz społeczny, urzędnik, uczestnik powstania styczniowego (ur. 1844)
- 1919 – Wilhelm Werdelmann, niemiecki architekt, wykładowca akademicki (ur. 1865)
- 1921 – Mojżesz Eliasz Halpern, polski rabin, polityk, poseł na Sejm Ustawodawczy (ur. 1872)
- 1922:
  - Jean Finot, polsko-francuski podróżnik, dziennikarz, działacz społeczny pochodzenia żydowskiego (ur. 1856 lub 58)
  - Bolesław Kotapka, polski piłkarz (ur. 1898)
- 1923 – Louis-Olivier Taillon, kanadyjski polityk, premier prowincji Quebec (ur. 1840)
- 1924 – Ernst Büchner, niemiecki chemik, wynalazca (ur. 1850)
- 1926 – Ellen Key, szwedzka pisarka, feministka, pedagog (ur. 1849)
- 1927:
  - Marko Czeremszyna, ukraiński pisarz, prawnik, działacz społeczny (ur. 1874)
  - Leonard Pérez Lários, meksykański męczennik, błogosławiony (ur. 1883)
  - Andrzej Solá Molist, hiszpański klaretyn, misjonarz, męczennik, błogosławiony (ur. 1895)
  - Józef Trynidad Rangel, meksykański duchowny katolicki, męczennik, błogosławiony (ur. 1887)
- 1928:
  - George Rowland Hill, brytyjski sędzia i działacz rugby union (ur. 1855)
  - Frank Lockhart, amerykański kierowca wyścigowy (ur. 1903)
  - Piotr Wrangel, rosyjski generał, działacz białej emigracji (ur. 1878)
- 1929 – Jerzy Rychłowski, polski major dyplomowany pilot-obserwator (ur. 1897)
- 1931:
  - Abraham Mintchine, ukraińsko-francuski malarz pochodzenia żydowskiego (ur. 1898)
  - Jonathan Paul, niemiecki pastor, teolog, pionier ruchu zielonoświątkowego (ur. 1853)
- 1933:
  - Maurice-Charles-Alfred de Cormont, francuski duchowny katolicki, biskup Martyniki, biskup Aire i Dax (ur. 1847)
  - Franz Nopcsa von Felső-Szilvás, węgierski arystokrata, naukowiec (ur. 1877)
- 1934:
  - (lub 26 kwietnia) František Kordač, czeski duchowny katolicki, arcybiskup praski i prymas Czech, polityk (ur. 1852)
  - Antoni Strzałecki, polski malarz, konserwator zabytków, kolekcjoner (ur. 1844)
- 1935:
  - Władysław Mieczysław Kozłowski, polski filozof, socjolog, historyk, botanik, wykładowca akademicki (ur. 1858)
  - Hermann Zingerle, austriacki psychiatra, neurolog, wykładowca akademicki (ur. 1870)
- 1937:
  - Michał Drzymała, polski chłop (ur. 1857)
  - Teodor Toeplitz, polski działacz spółdzielczy i samorządowy (ur. 1875)
  - Zbigniew Zapasiewicz (ojciec), polski działacz społeczny (ur. 1906)
- 1938:
  - Nikołaj Gikało, radziecki polityk (ur. 1897)
  - Aleksander Świętochowski, polski pisarz, publicysta, aforysta (ur. 1849)
- 1939 – Archibald Leitch, szkocki architekt (ur. 1865)
- 1940:
  - Wilhelm Dörpfeld, niemiecki archeolog (ur. 1853)
  - Otto Hintze, niemiecki historyk, wykładowca akademicki (ur. 1861)
  - Kazimierz Tyszkowski, polski historyk, muzelanik (ur. 1894)
- 1942:
  - Themistokles Gluck, niemiecki chirurg, ortopeda, wykładowca akademicki pochodzenia żydowskiego (ur. 1853)
  - Zygmunt Kisielewski, polski pisarz (ur. 1882)
- 1943:
  - Władimir Niemirowicz-Danczenko, rosyjski reżyser teatralny, dramaturg, pedagog (ur. 1858)
  - Franciszek Rąb, polski prawnik, polityk, poseł na Sejm RP (ur. 1888)
  - Sōkaku Takeda, japoński teoretyk sztuk walki (ur. 1859)
- 1944:
  - Aleksander Fedorońko, polski porucznik pilot (ur. 1918)
  - Franciszek Filipski, polski polityk, samorządowiec, poseł na Sejm RP, burmistrz Skierniewic (ur. 1893)
  - Józef Marczewski, polski lekarz, samorządowiec, prezydent Częstochowy (ur. 1870)
  - William Stephens, amerykański polityk (ur. 1859)
- 1945:
  - Alfred Kiss, niemiecki fotograf (ur. 1904)
  - Józef Kopecki, polski major piechoty (ur. 1895)
  - Maksymilian Linda, polski generał brygady (ur. 1860)
  - Jemieljan Michajluk, radziecki porucznik (ur. 1919)
  - Rüdiger Pipkorn, niemiecki pułkownik (ur. 1909)
  - Jan Smoła, polski polityk, poseł na Sejm RP (ur. 1889)
  - Maximilian Wengler, niemiecki generał-major (ur. 1890)
- 1946 – Stanisław Dunin-Markiewicz, polski major, inżynier (ur. 1885)
- 1947 – Wilhelm Kritzinger, niemiecki prawnik, polityk nazistowski (ur. 1890)
- 1948 – Gerardo Matos Rodríguez, urugwajski dziennikarz, kompozytor, muzyk (ur. 1897)
- 1949:
  - Jankiel Adler, polski malarz, grafik, poeta, scenarzysta pochodzenia żydowskiego (ur. 1895)
  - Zavel Zilberts, amerykański kompozytor, dyrygent pochodzenia żydowskiego (ur. 1881)
- 1950:
  - Władimir Kośmin, rosyjski generał major, działacz emigracyjny (ur. 1884)
  - Guðjón Samúelsson, islandzki architekt (ur. 1887)
- 1951:
  - Jerzy Fitelberg, polsko-amerykański kompozytor (ur. 1903)
  - Aleksandr Krein, rosyjski kompozytor pochodzenia żydowskiego (ur. 1883)
  - Zdzisław Wierzbicki, polski polityk, senator RP (ur. ok. 1891)
- 1953:
  - William Duff, kanadyjski polityk (ur. 1872)
  - Emanuel Konstanty Imiela, górnośląski pisarz, urzędnik państwowy, działacz oświatowy i plebiscytowy (ur. 1888)
- 1955:
  - Constance Collier, brytyjska aktorka (ur. 1878)
  - Stanisław Schönfeld, polski artysta fotograf (ur. 1882)
- 1958:
  - Iosif Iser, rumuński malarz, grafik pochodzenia żydowskiego (ur. 1881)
  - Ernest Perrier, szwajcarski prawnik, samorządowiec, polityk, benedyktyn (ur. 1881)
- 1959 – Stanisław Kauzik, polski prawnik, polityk emigracyjny (ur. 1891)
- 1960:
  - Amanullah Chan, król Afganistanu (ur. 1892)
  - August Kopff, niemiecki astronom (ur. 1882)
- 1961:
  - Teofil Bargieł, polski górnik, działacz komunistyczny (ur. 1895)
  - Robert Garrett, amerykański wszechstronny lekkoatleta (ur. 1875)
  - Václav Pšenička, czechosłowacki sztangista (ur. 1906)
- 1962:
  - Fred Frame, amerykański kierowca wyścigowy (ur. 1894)
  - Heinrich Prell, niemiecki zoolog, entomolog, wykładowca akademicki (ur. 1888)
- 1964:
  - Stefan Derkowski, polski architekt, wykładowca akademicki (ur. 1899)
  - Platon Januszewicz, polski specjalista w zakresie metalurgii i odlewnictwa, wykładowca akademicki (ur. 1906)
  - Janina Macherska, polska aktorka (ur. 1895)
- 1966:
  - Mir Sultan Khan, indyjski szachista (ur. 1905)
  - Michael Kollender, wschodnioniemiecki żołnierz, ofiara muru berlińskiego (ur. 1945)
- 1967:
  - Joseph Boxhall, brytyjski marynarz (ur. 1884)
  - Konstanty Pągowski, polski aktor (ur. 1890)
- 1968:
  - Gunnar Andersen, norweski piłkarz, skoczek narciarski (ur. 1890)
  - Tadeusz Bocheński, polski spiker radiowy, konferansjer (ur. 1900)
  - Oktawian Misiurewicz, polski bokser, sędzia bokserski, działacz sportowy (ur. 1912)
- 1970:
  - Lewis Beck, amerykański koszykarz (ur. 1922)
  - Anita Louise, amerykańska aktorka (ur. 1915)
  - Jekatierina Sawinowa, rosyjska aktorka (ur. 1926)
- 1971:
  - Adelajda, księżniczka Saksonii-Meiningen i Hildburghausen (ur. 1891)
  - Erich Engels, niemiecki reżyser filmowy (ur. 1889)
- 1972:
  - Speed Gardner, amerykański kierowca wyścigowy (ur. 1895)
  - Stanisław Rzecki, polski rzeźbiarz, malarz, grafik, scenograf (ur. 1888)
  - Stanisław Ziemba, polski dziennikarz, polityk, poseł na Sejm PRL (ur. 1908)
- 1973:
  - Armand Annet, francuski kapitan, urzędnik kolonialny (ur. 1888)
  - Frank Jack Fletcher, amerykański admirał (ur. 1885)
  - Jacek Groszkiewicz, polski działacz komunistyczny, dziennikarz, publicysta (ur. 1909)
  - Tanzan Ishibashi, japoński polityk, premier Japonii (ur. 1884)
  - Konrad Meyer-Hetling, niemiecki agronom, funkcjonariusz nazistowski (ur. 1901)
  - Ferruccio Ranza, włoski generał pilot, as myśliwski (ur. 1892)
  - Fuad Szihab, libański dowódca wojskowy, polityk, prezydent Libanu (ur. 1902)
  - Hanna Zdzitowiecka, polska pisarka (ur. 1909)
- 1974:
  - Maksymilian Czarnecki, polski polityk ludowy, poseł na Sejm RP (ur. 1896)
  - Gwidon Kurzela, polski robotnik, działacz socjalistyczny i związkowy, polityk, poseł na Sejm Ustawodawczy (ur. 1903)
  - Edward Mąkosza, polski kompozytor, dyrygent, organista, etnomuzykolog, pedagog (ur. 1886)
  - Gustavo Romeo Vincenti, maltański architekt, deweloper (ur. 1888)
  - Gustav Anton von Wietersheim, polski generał piechoty (ur. 1884)
  - Andro Żordania, gruziński piłkarz, trener (ur. 1904)
- 1975:
  - Mike Brant, izraelski piosenkarz (ur. 1947)
  - Jacques Duclos, francuski polityk komunistyczny (ur. 1896)
  - Franciszek Lubelski, polski aktor (ur. 1903)
  - Stanisław Przybyłko, polski lekkoatleta, maratończyk (ur. 1900)
  - Jerzy Zdziechowski, polski ekonomista, polityk, poseł na Sejm RP, minister skarbu, działacz emigracyjny (ur. 1880)
- 1976:
  - Carol Reed, brytyjski reżyser filmowy (ur. 1906)
  - Per-Viktor Widengren, szwedzki kierowca wyścigowy (ur. 1909)
- 1977 – Lew Muchin, rosyjski bokser (ur. 1936)
- 1978 – Arne Rustadstuen, norweski biegacz narciarski, kombinator norweski (ur. 1905)
- 1979 – Robert van ’t Hoff, holenderski architekt, projektant mebli (ur. 1887)
- 1980 – Mario Bava, włoski reżyser, scenarzysta i operator filmowy (ur. 1914)
- 1981:
  - Paul Bontemps, francuski lekkoatleta, długodystansowiec (ur. 1902)
  - Aleksander Rodziewicz, polski aktor, reżyser, dyrektor teatrów (ur. 1898)
- 1982:
  - Boris Andriejew, rosyjski aktor (ur. 1915)
  - William R. Burnett, amerykański pisarz, scenarzysta filmowy (ur. 1899)
  - John Cody, amerykański duchowny katolicki, arcybiskup Chicago, kardynał (ur. 1907)
- 1983 – Hans Struksnæs, norweski żeglarz sportowy (ur. 1902)
- 1984:
  - Loro Boriçi, albański piłkarz (ur. 1922)
  - Kevin A. Lynch, amerykański urbanista, pisarz (ur. 1918)
- 1985:
  - Michał (Czub), rosyjski biskup prawosławny (ur. 1912)
  - Uku Masing, estoński filozof, tłumacz, teolog, folklorysta (ur. 1909)
- 1988:
  - Ferenc Pataki, węgierski gimnastyk (ur. 1917)
  - Lanny Ross, amerykański piosenkarz, pianista, autor tekstów (ur. 1906)
  - Clifford D. Simak, amerykański pisarz science fiction (ur. 1904)
- 1990 – Dexter Gordon, amerykański muzyk jazzowy, kompozytor, aktor, pedagog (ur. 1923)
- 1991:
  - Antônio de Castro Mayer, brazylijski duchowny katolicki, biskup Campos, filozof (ur. 1904)
  - Adam Dziurzyński, polski pilot szybowcowy (ur. 1902)
  - Karolina Lubieńska, polska aktorka (ur. 1905)
- 1992:
  - Yutaka Ozaki, japoński piosenkarz (ur. 1965)
  - Iwan Szawrow, radziecki generał armii (ur. 1916)
- 1993 – Henry Rene, amerykański muzyk, producent muzyczny, kompozytor, dyrygent pochodzenia niemiecko-francuskiego (ur. 1906)
- 1994 – Jurij Zbanacki, ukraiński pisarz (ur. 1914)
- 1995:
  - Andrea Fortunato, włoski piłkarz (ur. 1971)
  - Alexander Knox, kanadyjski aktor (ur. 1907)
  - Ginger Rogers, amerykańska aktorka, tancerka (ur. 1911)
- 1996 – Saul Bass, amerykański grafik, reżyser filmowy (ur. 1920)
- 1997 – Bernard Vonnegut, amerykański fizyk atmosfery pochodzenia niemieckiego (ur. 1914)
- 1998 – Christian Mortensen, duński superstulatek (ur. 1882)
- 1999 – Ludwik René, polski reżyser teatralny i telewizyjny (ur. 1914)
- 2000 – Ałła Łarionowa, rosyjska aktorka (ur. 1931)
- 2001:
  - Michele Alboreto, włoski kierowca wyścigowy (ur. 1956)
  - Wiktor Bannikow, rosyjski piłkarz, bramkarz (ur. 1938)
- 2002:
  - Stefan Bagiński, polski operator filmowy, dokumentalista, porucznik AK (ur. 1910)
  - Devika, indyjska aktorka (ur. 1943)
  - Lisa Lopes, amerykańska piosenkarka, raperka, aktorka, tancerka pochodzenia portugalskiego (ur. 1971)
  - Jarosław Śmigielski, polski koszykarz (ur. 1914)
- 2003 – Samson Kitur, kenijski lekkoatleta, czterystumetrowiec (ur. 1966)
- 2004:
  - Alphonzo Bell, amerykański polityk (ur. 1914)
  - Jerzy Cieślak, polski lekarz, polityk, senator RP (ur. 1941)
  - Thom Gunn, brytyjski poeta (ur. 1929)
  - Eddie Hopkinson, angielski piłkarz, bramkarz (ur. 1935)
  - Zenon Jaruga, polski piosenkarz (ur. 1912)
  - Carl Melles, austriacki dyrygent pochodzenia węgierskiego (ur. 1926)
  - Albert Paulsen, amerykański aktor (ur. 1925)
  - Zofia Raciborska, polska aktorka (ur. 1924)
  - Claude Williams, amerykański skrzypek jazzowy (ur. 1908)
- 2005 – Kazimierz Tomaszewski, polski generał dywizji (ur. 1935)
- 2006:
  - Jane Jacobs, amerykańsko-kanadyjska dziennikarka, pisarka, aktywistka miejska (ur. 1916)
  - Jerzy Komorowski, polski instruktor harcerski (ur. 1935)
  - Heidi Pataki, austriacka pisarka, publicystka, poetka (ur. 1940)
- 2007:
  - Haruo Akimoto, japoński neurolog, psychiatra (ur. 1906)
  - Alan Ball, angielski piłkarz, trener (ur. 1945)
  - Barbara Blida, polska polityk, minister gospodarki przestrzennej i budownictwa, poseł na Sejm RP (ur. 1949)
  - Arne Vinje Gunnerud, norweski rzeźbiarz (ur. 1930)
  - Roy Homme, amerykański koszykarz (ur. 1909)
  - Józef Konieczny, polski aktor (ur. 1932)
- 2008:
  - Enrico Donati, amerykański malarz pochodzenia włoskiego (ur. 1909)
  - Humphrey Lyttelton, brytyjski trębacz i klarnecista jazzowy, dziennikarz muzyczny (ur. 1921)
- 2009:
  - Bea Arthur, amerykańska aktorka (ur. 1922)
  - Krzysztof Nowak-Tyszowiecki, polski reżyser i scenarzysta filmowy (ur. 1940)
  - Piotr Słonimski, polsko-francuski genetyk (ur. 1922)
  - Jadwiga Żylińska, polska pisarka, eseistka (ur. 1910)
- 2010:
  - Joseph Bessala, kameruński bokser (ur. 1941)
  - Ludwik Martel, polski porucznik pilot (ur. 1919)
  - Alan Sillitoe, brytyjski poeta, prozaik (ur. 1928)
- 2011:
  - Ryszard Nawrocki, polski aktor (ur. 1940)
  - Gonzalo Rojas, chilijski poeta, nauczyciel akademicki (ur. 1917)
  - Poly Styrene, amerykańska piosenkarka, kompozytorka (ur. 1957)
- 2012:
  - Marek Krawczyk, polski wydawca, działacz opozycji antykomunistycznej (ur. 1956)
  - Jerzy Reuter, polski pisarz, autor słuchowisk radiowych (ur. 1956)
  - Jan Bernard Szlaga, polski duchowny katolicki, biskup pomocniczy chełmiński i biskup pelpliński (ur. 1940)
  - Wanda Wolska-Conus, polsko-francuska historyk, bizantynolog, filolog (ur. 1919)
- 2013 – Johnny Lockwood, brytyjski aktor (ur. 1920)
- 2014:
  - Stanko Lorger, słoweński lekkoatleta, płotkarz i sprinter (ur. 1931)
  - Tito Vilanova, hiszpański piłkarz, trener (ur. 1968)
  - Stefanie Zweig, niemiecka pisarka (ur. 1932)
- 2015:
  - Jiří Hledík, czeski piłkarz (ur. 1929)
  - Alfred Schreyer, polski skrzypek, śpiewak, działacz społeczno-kulturalny (ur. 1922)
- 2016:
  - Marek Górski, polski piosenkarz, kompozytor (ur. 1959)
  - Martin Gray, polsko-francuski pisarz pochodzenia żydowskiego (ur. 1922)
  - Michal Hornstein, kanadyjski przedsiębiorca, kolekcjoner sztuki i filantrop (ur. 1920)
  - Maria Lewicka, polska historyk sztuki, varsavianistka (ur. 1924)
- 2017 – Zdzisław Pietrasik, polski krytyk filmowy i teatralny, dziennikarz, publicysta (ur. 1947)
- 2018:
  - Shuhrat Abbosov, uzbecki reżyser i scenarzysta filmowy (ur. 1931)
  - Michael Anderson, brytyjski reżyser filmowy (ur. 1920)
  - Abbas Attar, irańsko-francuski fotograf, fotoreporter, eseista (ur. 1944)
  - Gregorio Casal, meksykański aktor (ur. 1935)
  - Sofia Kisselov, izraelska malarka, plastyczka (ur. 1923)
  - Hans-Reinhard Koch, niemiecki duchowny katolicki, biskup pomocniczy Erfurtu (ur. 1929)
  - Henryk Prajs, polski działacz społeczny i kombatancki pochodzenia żydowskiego (ur. 1916)
- 2019:
  - John Havlicek, amerykański koszykarz pochodzenia czesko-chorwackiego (ur. 1940)
  - Faty Papy, burundyjski piłkarz (ur. 1990)
  - Ryszard Żuchowski, polski generał brygady (ur. 1944)
- 2020:
  - Wojciech Cyruliczek, polski lekkoatleta, sprinter (ur. 1942)
  - Per Olov Enquist, szwedzki pisarz (ur. 1934)
- 2021:
  - Ivan M. Havel, czeski informatyk, kognitywista, filozof (ur. 1938)
  - John Konrads, australijski pływak (ur. 1942)
  - Joseph Maraite, belgijski samorządowiec, polityk, minister-prezydent wspólnoty niemieckojęzycznej Belgii (ur. 1949)
- 2022:
  - Hosejn Ebrahimijan, irański zapaśnik (ur. 1933)
  - Zygmunt Głuszek, polski dziennikarz, działacz sportowy, uczestnik powstania warszawskiego (ur. 1928)
  - Ursula Lehr, niemiecka psycholog, gerontolog, polityk, minister ds. młodzieży, rodziny, kobiet i zdrowia (ur. 1930)
  - Jan Ślęk, polski dyrygent (ur. 1928)
- 2023:
  - Harry Belafonte, amerykański piosenkarz, aktor (ur. 1927)
  - Wira Krepkina, ukraińska lekkoatletka, skoczkini w dal (ur. 1933)
  - François Léotard, francuski prawnik, samorządowiec, polityk, minister kultury, minister obrony (ur. 1942)
  - Alapati Lui Mataeliga, samoański duchowny katolicki, arcybiskup metropolita Samoa-Apia, superior misji „sui iuris” Tokelau (ur. 1953)
- 2024:
  - Laurent Cantet, francuski reżyser, scenarzysta i operator filmowy (ur. 1961)
  - Marek Czakon, polski piłkarz (ur. 1963)
  - Danuta Makowiec, polska fizyk, profesor nauk fizycznych (ur. 1957)
- 2025:
  - Alexis Herman, amerykańska polityk, sekretarz pracy (ur. 1947)
  - Sławomir Kryński, polski reżyser i scenarzysta filmowy (ur. 1952)